# Hambre

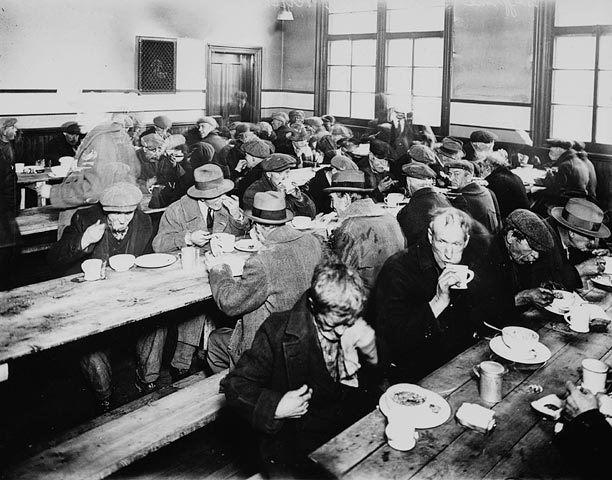
Hombres comiendo en una cocina de sopa en Montreal, Quebec, Canadá

El hambre es la sensación que indica la necesidad de comer. También puede ser escasez de alimentos básicos, que causa carestía y miseria generalizada o apetito y deseo de algo. El hambre es consecuencia de la pobreza y la desigualdad económica.
En el ámbito de la política, ayuda humanitaria y ciencias sociales, el hambre se define como una condición en la que una persona no tiene la capacidad física o financiera de ingerir alimentos suficientes para satisfacer las necesidades básicas de nutrición durante un periodo sostenido. En el ámbito de la lucha contra el hambre, el término se utiliza en un sentido que va más allá del deseo común de comer que experimentan todos los seres humanos, también conocido como apetito. La forma más extrema del hambre, cuando la malnutrición está muy extendida, y cuando la gente ha empezado a morir de inanición por falta de acceso a alimentos suficientes y nutritivos, conduce a la declaración de hambruna.

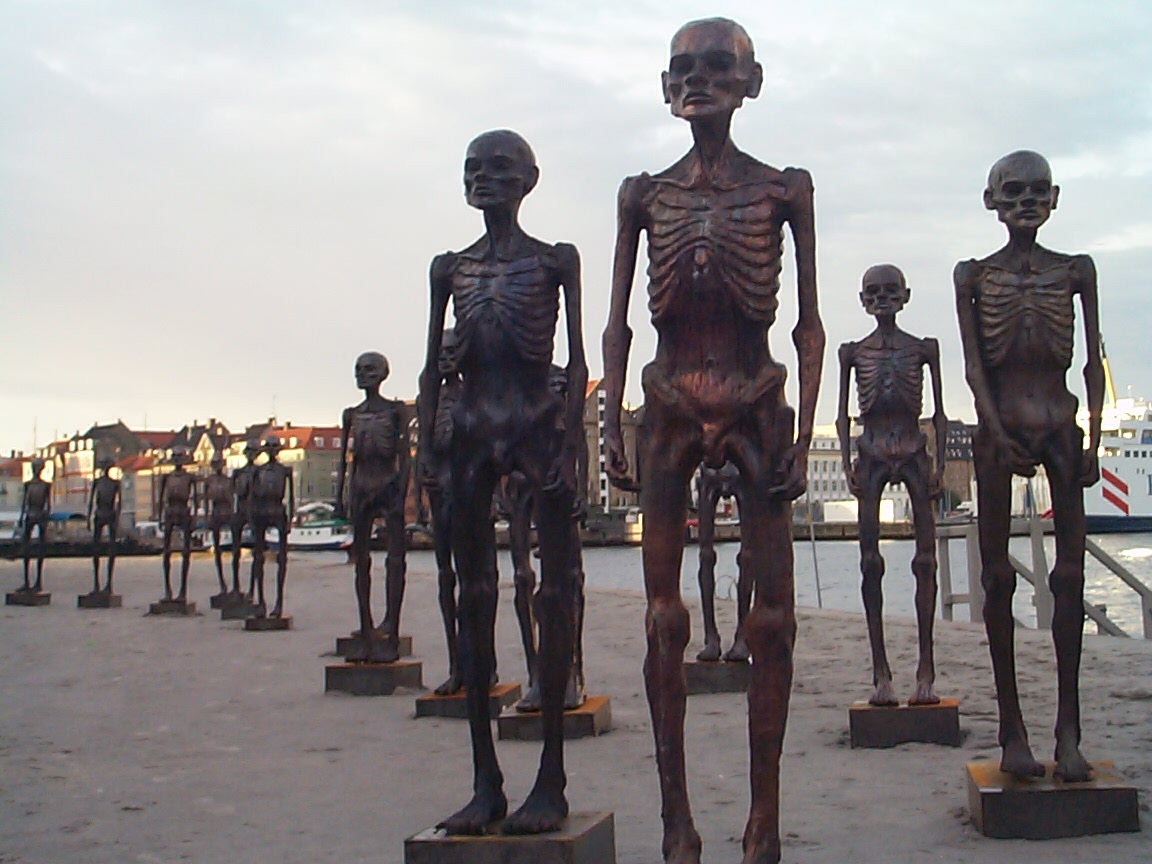
La Marcha del Hambre esculturas en Copenhague.

A lo largo de la historia, parte de la población mundial ha padecido a menudo periodos prolongados de hambre. En muchos casos, el hambre era consecuencia de interrupciones en el suministro de alimentos causadas por guerras, plagas o condiciones meteorológicas adversas. En las décadas posteriores a la Segunda Guerra Mundial, el progreso tecnológico y una mayor cooperación política sugirieron que podría ser posible reducir sustancialmente el número de personas que padecen hambre. Aunque los progresos fueron desiguales, en 2014 la amenaza del hambre extrema había remitido para una gran parte de la población mundial. Según el informe El estado de la seguridad alimentaria y la nutrición en el mundo (SOFI) 2021 de la FAO, el número de personas que padecen hambre crónica comenzó a aumentar gradualmente entre 2014 y 2019. En 2020, debido a la pandemia de COVID-19, se produjo un aumento masivo, lo que provocó que casi 770 millones de personas sufrieran desnutrición.
Aunque la mayor parte de la población mundial sigue viviendo en Asia, gran parte del aumento del hambre desde 2015 se produjo en África y Sudamérica. El informe de 2017 de la FAO analizó tres razones principales para el reciente aumento del hambre: clima, conflicto y recesión. La edición de 2018 se centró en el clima extremo como principal impulsor del aumento del hambre, encontrando que las tasas crecientes eran especialmente graves en los países donde los sistemas agrícolas eran más sensibles a las variaciones climáticas extremas. El informe SOFI de 2019 encontró una fuerte correlación entre el aumento del hambre y los países que habían sufrido una recesión. La edición de 2020, en cambio, analizó las perspectivas de alcanzar los Objetivo de Desarrollo Sostenible (ODS) relacionados con el hambre. Se advertía de que, si no se hacía nada para contrarrestar las tendencias adversas de los últimos seis años, el número de personas que padecían hambre crónica podría aumentar en más de 150 millones para 2030. El informe de 2021 informaba de un brusco aumento del hambre causado por la pandemia de COVID-19.
Muchos miles de organizaciones se dedican a la lucha contra el hambre y operan a escala local, nacional, regional o internacional. Algunas de estas organizaciones se dedican exclusivamente a aliviar el hambre, mientras que otras pueden trabajar en varios campos diferentes. Las organizaciones van desde instituciones multilaterales a gobiernos nacionales, pasando por pequeñas iniciativas locales como comedores de beneficencia independientes. Muchas participan en redes paraguas que conectan a miles de organizaciones de ayuda contra el hambre. En el ámbito mundial, gran parte de los esfuerzos para paliar el hambre en el mundo están coordinados por las ONU y orientados a lograr el ODS 2 de Hambre Cero para 2030.

## Definiciones
En 2014 las hambrunas afectaban a unos 50 millones de personas. La malnutrición es crónica y afecta a unos 2000 millones de personas.

### Hambruna
La hambruna es una escasez generalizada de comida que se aplica a humanos o cualquier tipo de fauna, y usualmente causa malnutrición, desnutrición, epidemias, y aumento de la mortalidad en las regiones afectadas.

### Desnutrición
La desnutrición es una deficiencia en la ingesta de calorías y proteínas, la cual especialmente si es crónica, dificulta la salud y puede llevar a problemas en el desarrollo físico o intelectual que se pueden manifestar en diferentes problemas de adulto. Y en casos muy agudos en el tiempo puede llevar, más a menudo indirectamente que directamente (por la debilidad ante cualquier enfermedad) a la muerte.

### Malnutrición
La malnutrición es un término general que describe la condición causada por una inapropiada nutrición o dieta, que puede ocurrir en ambos casos, bajo falta o exceso de consumo de calorías y minerales.

## Fisiología
Fisiológicamente, el hambre está producida por los grandes estímulos que ejercen ciertas sustancias sobre nuestro cerebro. Así, por ejemplo, la hipoglucemia, estimula al hipotálamo lateral y produce estímulos vagales que nos obligan a comer, mientras que los ácidos grasos, la colesterina y la serotonina estimulan al hipotálamo ventromedial y nos producen la sensación contraria del hambre: la saciedad.
En esta situación, se activan los procesos necesarios para la consecución de alimento: actividad del sistema dopaminérgico, dota al sistema nervioso central de una claridad en el pensamiento y en la percepción del medio (similar a la que la estimulación por drogas pueda causar), aumentando la neuroactividad. Cuando la fuente de alimento está localizada, entran en funcionamiento las catecolaminas (en concreto la adrenalina), que dotará al organismo de energías de reserva para poder conseguir la fuente de energía necesaria.

## Estadísticas sobre el hambre en el mundo

Porcentaje de la población que sufre de hambre, Programa Mundial de Alimentos, 2021.
< 2.5%
2.5–4.9%
5.0–14.9%
15.0–24.9%
25.0–34.9%
> 35.0%
Sin datos

Las Naciones Unidas publican un informe anual sobre el estado de la seguridad alimentaria y la nutrición en el mundo. Dirigido por la FAO, el informe de 2020 fue elaborado conjuntamente por otras cuatro agencias de la ONU: el PMA, el FIDA, la OMS y la UNICEF. En comparación con los informes anteriores, la versión 2020 revisó a la baja el número de personas que padecen hambre severa, aunque esto se aplicó a las cifras de cada año desde 2000, por lo que la tendencia al aumento del hambre desde 2014 seguía siendo evidente. El informe anual de la FAO ofrece una visión estadística de la prevalencia del hambre en el mundo y se considera la principal referencia mundial para el seguimiento del hambre. Sin embargo, ningún simple conjunto de estadísticas puede captar plenamente la naturaleza multidimensional del hambre. Entre otras razones, la medida clave del hambre de la FAO, la "subnutrición", se define únicamente en términos de disponibilidad de energía alimentaria, sin tener en cuenta micronutrientes como las vitaminas o los minerales. En segundo lugar, la FAO utiliza como referencia los requisitos energéticos para los niveles mínimos de actividad; muchas personas no pasarían hambre según la medida de la FAO, pero aun así comerían demasiado poco para realizar un trabajo manual duro, que podría ser el único tipo de trabajo disponible para ellos. En tercer lugar, las estadísticas de la FAO no siempre reflejan la subnutrición a corto plazo.
| Año                                                | 2005  | 2010  | 2015  | 2016  | 2017  | 2018  | 2019  | 2020  |
| -------------------------------------------------- | ----- | ----- | ----- | ----- | ----- | ----- | ----- | ----- |
| Número de personas malnutridas (millones) (global) | 810.7 | 636.8 | 615.1 | 619.6 | 615.0 | 633.4 | 650.3 | 768.0 |
| Porcentaje de personas malnutridas (global)        | 12.4% | 9.2%  | 8.3%  | 8.3%  | 8.1%  | 8.3%  | 8.4%  | 9.9%  |

Una medida alternativa del hambre en el mundo es el Índice Global del Hambre (IGH). A diferencia de la medida de la FAO, el IGH define el hambre de una manera que va más allá de la ingesta calórica bruta, para incluir, por ejemplo, la ingestión de micronutrientes. El IGH es una herramienta estadística multidimensional utilizada para describir el estado de la situación del hambre en los países. El IGH mide los progresos y fracasos en la lucha mundial contra el hambre.. El IGH se actualiza una vez al año. Los datos del informe de 2015 muestran que los niveles de hambre han descendido un 27% desde 2000. Cincuenta y dos países se mantuvieron en niveles graves o alarmantes. El informe IGH 2019 expresa preocupación por el aumento del hambre desde 2015. Además de las últimas estadísticas sobre Hambre y Seguridad Alimentaria, el IGH también presenta diferentes temas especiales cada año. El informe de 2019 incluye un ensayo sobre el hambre y el cambio climático, con datos que sugieren que las zonas más vulnerables al cambio climático han sufrido gran parte de los recientes aumentos del hambre.
Para las hambrunas en España, véase Historia del hambre en España.

## Iniciativas contra el hambre
En el 2005, durante la Cumbre Latinoaméricana sobre Hambre Crónica (Guatemala, septiembre de 2005), nació la Iniciativa América Latina y Caribe sin Hambre, un compromiso de los países por erradicar el hambre. Fue lanzada por la FAO, con el respaldo financiero de la Agencia Española de Cooperación Internacional para el Desarrollo (AECID).
El 24 de agosto de 2006, se celebró la Cumbre mundial contra el hambre, liderada por los gobiernos de Brasil, Chile, España y Francia en la que mandatarios de 113 países firmaron una declaración contra el hambre en el mundo.
En el 2010 la Organización para la Agricultura y la Alimentación (FAO) lanzó el proyecto 1billionhungry el cual busca presionar a los Gobiernos para que se ocupen del tema del hambre.
Para el 2010, el Programa Mundial de Alimentos (PMA) también lanzó una iniciativa bajo el nombre de Transferencias de efectivo y cupones para alimentos. Con esta herramienta, el PMA está beneficiando a las personas vulnerables en lugares donde los mercados tienen alimentos disponibles pero la población carece de dinero para pagarlos. Algunos de los países que se han visto beneficiados por esta iniciativa del PMA son Afganistán, Haití, Birmania, Nepal, Pakistán, Filipinas, Siria y Zambia.
El 11 de octubre de 2010, se calculó que el número de gente mal alimentada en el mundo es más de mil millones de personas, sobre el total de 7000 millones de habitantes en el mundo.
Además, durante el 2011 el PMA lanzó dos iniciativas en Internet para luchar contra el hambre. La primera, denominada Wefeedback es una comunidad en donde las personas que participan comparten comida y salvan vidas. También, durante este año el PMA lanzó FreeRice, un juego de vocabulario en línea en el cual por cada respuesta correcta que los jugadores obtengan se donarán 10 gramos de arroz a las personas con hambre.